# Oruro
Oruro este un oraș din centrul Boliviei, fondat în 1606 ca centru de exploatare a minelor de argint.

## Patrimoniu cultural imaterial
În acest oraș minier situat pe Podișul Bolivian, carnavalul local, cunoscut sub numele de Carnavalul de la Oruro, aflat pe lista UNESCO din 2008, este un festival religios care înfățișează lupta dintre bine și rău, într-o perfectă fuziune între ritualurile precolumbiene și creștinism.
Localnicii îl numesc diabla, de la numele unuia dintre dansurile tradiționale ale festivalului care începe în marțea de Lăsatul Secului și durează o săptămână. Dansatorii, bărbați și femei, poartă măști și costume de diavol și joacă scene alegorice în care forțele binelui, întruchipate de Arhanghelul Mihail, se luptă și înving răul și cele șapte păcate capitale.